# رافاييل سابينو
رافاييل سابينو هو لاعب كرة قدم برازيلي في مركز الوسط، ولد في 17 يونيو 1996 في ساو باولو في البرازيل. لعب مع نادي غريميو بارويري.

## وصلات خارجية
- رافاييل سابينو على موقع قاعدة بيانات كرة القدم.إي يو (الإنجليزية)
- رافاييل سابينو على موقع Soccerway.com (الإنجليزية)
- رافاييل سابينو على موقع عالم كرة القدم.نت (الإنجليزية)